# 液冷
液冷（えきれい）とはエンジン（発動機）などの発熱する物体を冷却する場合に液体を用いて熱を移動させる方式である。対義語は空冷。液体として水を用いる場合が多いが、（環境温度にもよるが）凍結によるトラブルの防止や冷却用の液体や部品の劣化防止および沸点上昇の目的で何らかの物質を加え水溶液として用いる場合が多い。しかしそういった添加剤がある場合を含め、水が主成分のことが特に多いこともあり、一般的な呼称としても、総称である液冷・液冷エンジンよりも、水冷・水冷エンジン等と呼ばれることのほうが多い。以下は、水冷以外も含めた総合的な議論及び、水以外を媒体とする液冷について主に議論することとし、水冷については「水冷」の記事及び水冷エンジンその他の記事を参照のこと。
エンジンでは通常は潤滑が主目的であるエンジンオイルを冷却にも利用する油冷エンジンもある。また油冷は導電性のある水を嫌う電力機器などでも常用されている（電気機器の冷却方式を参照）。
液体に熱を吸収させて移動させ、別の場所で放熱させるというシステムにより、熱源から離れた場所で広い面積から放熱させるといったことが容易であり、熱源の周囲の空気を用いて直接熱源を冷却する空冷よりも効果良く冷却できる。またコジェネレーションによる排熱利用に向いている。一方で、冷却用の液体が必要であること、油や特殊な有機化合物を利用する液浸システム以外では、特に水冷では水密の必要があり、漏れてしまった場合に他の部品を損傷させたり放熱できなくなる場合があること、ポンプなど、部品点数が多いこと、といった短所がある。また、添加物等を加えていない水は安価で、いくつかの注意点はあるが、ラジエタによる熱交換ではなく大気中への蒸散冷却が行えるという利点がある。これは水以外の有機化合物等による液冷では現実的に不可能である。

## コンピュータにおける液冷
1964年にCDC社が出願した特許（U.S.Pat. 3,334,684）に見られるように、コンピュータの冷却に液冷が用いられることが増えたのも50年以上も前からのことである。パーソナルコンピュータ等では、発熱の大きいプロセッサに対応できる放熱用のヒートシンクを大きくすることを嫌う場合、あるいは嫌う嫌わない以前にヒートパイプによるその場での熱の汲み上げと空冷では追いつかないシステムの場合、ファンが出す騒音を嫌う場合、などといった場合に液冷が用いられている。
現状でパーソナルコンピュータ以外も含め、コンピュータの冷却では、ヒートパイプの内部などといった形では併用も広く行われているが、一般にはコストとの兼ね合いもあり空冷が多く、水冷はメインフレームやスーパーコンピュータの一部、静音サーバ、愛好家による自作PC等、あまり多くはない。水以外の媒体としては、水によるトラブルを小さくしたいという観点から、一般には添加剤として使われるグリコール系の液体を主成分とした例などもある。
非導電性の液体にメインボードを直接浸して冷却する方式は浸漬液冷(しんせきえきれい)、浸漬冷却あるいは液浸冷却と呼ばれる。
HPC分野では、Cray-2で有名なフロリナート液浸が最も歴史のある手法として採用が多い。近年新しく試みられている媒体としては、TSUBAME-KFCのポリアルファオレフィン油浸（サンハヤトの接点復活剤「ポリコールキング」の主成分や、合成エンジンオイル「モービル1」などと同類の油類）や、フロリナートと同様に3Mの商品だが、フロリナートと違い沸点が低い有機化合物の「Novec」による蒸散冷却などがある。